# Обушковский сельский округ
Обушковский сельский округ — упразднённая административно-территориальная единица, существовавшая на территории Истринского района Московской области в 1994—2006 годах.
Обушковский сельсовет был образован 14 июня 1954 года в составе Истринского района Московской области путём объединения Покровского и Тимошкинского с/с.
7 декабря 1957 года Истринский район был упразднён и Обушковский с/с был передан в Красногорский район.
28 июля 1960 года Обушковский с/с был передан в восстановленный Истринский район.
1 февраля 1963 года Истринский район был упразднён и Обушковский с/с вошёл в Звенигородский сельский район. 11 января 1965 года Обушковский с/с был возвращён в восстановленный Истринский район.
21 мая 1965 года из Обушковского с/с в Ильинский с/с Красногорского района были переданы селения Грибаново, Дмитровское и Тимошкино.
3 февраля 1994 года Обушковский с/с был преобразован в Обушковский сельский округ.
В ходе муниципальной реформы 2004—2005 годов Обушковский сельский округ прекратил своё существование как муниципальная единица. При этом все его населённые пункты были переданы в сельское поселение Обушковское.
29 ноября 2006 года Обушковский сельский округ исключён из учётных данных административно-территориальных и территориальных единиц Московской области.